# José María Chiquillo
José María Chiquillo Barber (Sumacárcel, 1964) es un político español.

## Biografía
Es licenciado en Derecho por la Universidad de Valencia, especializado en Derecho Público. Miembro de Lo Rat Penat, militó durante más de dos décadas, desde 1983, en Unión Valenciana (UV). Fue asesor jurídico del grupo municipal de UV en el ayuntamiento de Valencia (1988-1994) y vocal de la sociedad AUMSA (1992-1994).
Asesor en el Excmo. Ayuntamiento de Valencia, 1ª Tenencia de Alcaldía y Área de Cultura desde septiembre de 1988 a octubre de 1994.
Diputado en el Congreso de los Diputados por la Circunscripción electoral de Valencia, en la V Legislatura (1993-1996), donde fue Portavoz en las Comisiones de Asuntos Exteriores, Constitucional, Presupuestos, Agricultura e Infraestructuras, ponente en la Ley de Patrimonio Nacional y de reforma institucional de la ONU, VI Legislatura (1996-2000), asumiendo la función de Portavoz en la Comisión de Medio Ambiente y Vocal de la Comisión Mixta de Relaciones con el Defensor del Pueblo y Comisión de Peticiones, y reelegido Diputado para la XII Legislatura (2016/2019) en las Elecciones celebradas el 26 de junio de 2016.
Durante la XII Legislatura, ejerció de Portavoz en la Comisión de Cooperación Internacional al Desarrollo, Vocal en la Comisión de Asuntos Exteriores y en la Comisión de Cultura del Congreso de los Diputados.
Miembro de la Delegación Española en la Asamblea Parlamentaria de la OSCE desde enero de 2016  hasta marzo de  2019. Miembro de la Comisión de Migraciones de la Asamblea Parlamentaria de la Organización para la Seguridad y Cooperación en Europa (OSCE).
Senador por la Circunscripción Electoral de Valencia en la VIII Legislatura del Senado de España (2004-2008), en la IX Legislatura Constitucional del Senado de España (2008-2011) y en la X Legislatura Constitucional del Senado de España, desde 20 de noviembre de 2011 hasta 26 de octubre de 2015.
Durante VIII Legislatura, Portavoz de la Comisión de la Sociedad de la Información y del Conocimiento (2004-2008) y Vocal en la Comisión Especial de Estudio para erradicar el racismo y la xenofobia del deporte español, en la IX Legislatura, Portavoz en la Comisión de Cultura y Vice-Portavoz en la Comisión General de las comunidades autónomas (2008-2011) y en la X Legislatura Portavoz en la Comisión de Asuntos Exteriores y Cooperación (2011- 2015).
Ponente en los Proyectos de Ley de Acción y del Servicio Exterior del Estado y de Tratados y otros Acuerdos Internacionales (2014).
Miembro de la Delegación Española en la Unión Interparlamentaria (UIP) 2008-2011.
Ponente,  en el Senado, periodo 2004/2015, de las leyes de Economía Sostenible (febrero de 2011) y Medidas para la Protección de las Infraestructuras Críticas (febrero-marzo de 2011), esta última materia, ciberseguridad y ciberdelincuencia realizó diversos cursos y seminarios, como alumno y ponente.
Realización del LII Curso Monográfico del Centro Superior de Estudios de la Defensa Nacional (CESEDEN), Escuela de Altos Estudios de la Defensa, Curso 2013-2014 sobre Ciberseguridad, presentando el Trabajo “Hacia una Estrategia de Ciberseguridad Nacional”
Miembro de la Ponencia de Estudio sobre los Riesgos derivados del uso de la red e internet por parte de los menores, del Senado durante la X Legislatura (2014).
Miembro del Consejo Asesor sobre Uso responsable de la tecnología en el entorno familiar del Club de Excelencia en Sostenibilidad. (diciembre de 2016).
Miembro de la Delegación de las Cortes Generales en la Conferencia Política Exterior y de Seguridad Común (PESC/PCSD), 2011/2015.
 Miembro Investigador del Instituto de Estudios Estratégicos  e Internacionales  (IEEI) de la Universidad Católica de Valencia San Vicente Mártir (UCV) desde julio de 2014.
Colaborador de la UCV, Impartiendo el “Seminario sobre Instituciones Parlamentarias en la Constitución de 1978”, en la Universidad Católica de Valencia San Vicente Mártir desde el Curso Académico 2009-2010 al 2016-2017.
Ponente  en el  Foro Económico Euro  Asiático celebrado en  Xi´an  (R.P. China)  22/24 de septiembre de 2015 y en el Silk Road Forum celebrado en Madrid 28/29 de octubre de 2015.
Ha participado como Ponente en encuentros internacionales sobre el Programa UNESCO Rutas de la Seda en Azerbaiyán (abril de 2015), República Popular China (mayo de 2015), Kazajistán (junio de 2017), Uzbekistán (septiembre de 2018), Turquía (octubre de 2018), Omán (octubre de 2018), Turkmenistán (diciembre de 2018) y en las Reuniones de la Asamblea Parlamentaria de la OSCE, en Bielorrusia (junio de 2017) y Kirguistán (octubre de 2018).
Otra de sus funciones fue la de servir como coordinador / Focal Point de España en la Red Internacional UNESCO Silk Roads Online Platform – Programa Ruta de la Seda UNESCO, desde abril de 2015. Miembro del Steering Committee / Comité Directivo del Programa UNESCO RUTA DE LA SEDA desde mayo de 2015.
En el  2.º  Encuentro  Mundial  de  la Red Internacional UNESCO SILK ROAD ONLINE PLATFORM celebrado en Valencia del 8 al 12 de junio de 2016, cumplió la función de responsable de la  Coordinación  y  organización del encuentro en que recibió la Medalla Distinción de la UNESCO, Programa Rutas de la seda, rutas de diálogo.
Fue impulsor  de  la iniciativa  “Valencia Ciudad de  la Seda  2016”  promovida por  Declaración Institucional de les Corts Valencianes de 21 de julio de 2015 y por Acuerdo del Consejo de Ministros del Gobierno de España de 18 de diciembre de 2015.
Asimismo, ejerció como presidente de la Red Internacional UNESCO RUTAS DE LA SEDA Online Platform desde junio  de 2016, siendo reelegido Presidente para el periodo 2018/2020 en  el 4° Encuentro Internacional UNESCO RUTAS DE LA SEDA celebrado en Muscat (Omán) del 28 al 31 de octubre de 2018. 
También fue miembro del Comité Científico del Congreso Internacional de Museos de la Seda. Valencia,15/17 de noviembre de 2018, y coautor en la Publicación PAPERS DE TURISME (GVA) n.º 61 (2018) sobre la Ruta de la Seda, con el estudio titulado “La Ruta de la Seda, una oportunidad para Valencia. Cultura, Turismo y Desarrollo Sostenible”. Valencia, diciembre de 2018.
José María Chiquillo está casado y tiene dos hijos.